# Pseudaulonium convexum
Pseudaulonium convexum es una especie de coleóptero de la familia Zopheridae.

## Distribución geográfica
Habita en la Guayana francesa.